# Jodaceton
Jodaceton (systematický název 1-jodpropan-2-on) je organická sloučenina se vzorcem CH3C(O)CH2I odvozená od acetonu náhradou jednoho vodíkového atomu jodem. Za běžných podmínek jde o žlutou kapalinu, která je rozpustná v ethanolu.

## Příprava
Jodaceton se získává přímo reakcí acetonu s jodem:
H3CC(O)CH3 + I2 → HI + H3CC(O)CH2I